# Luigi Gioacchino Nebbia
Luigi Gioacchino Nebbia (Mirabello Monferrato, 1º dicembre 1907 – Perugia, 24 gennaio 1997) è stato un calciatore italiano.

## Carriera
Conosciuto con il nomignolo di "Fumana", è ricordato come Nebbia II per essere distinto dal fratello maggiore Arnaldo, anch'egli calciatore.
Con il Perugia vince un campionato di Prima Divisione e nella stagione 1933-1934 gioca 34 partite in Serie B. Viene successivamente ceduto al Modena, sempre in Serie B, dove rimane fino al 1939, per un totale di 133 presenze e 7 gol, tra cui anche 15 presenze e 2 gol in Serie A nella stagione 1938-1939.
In seguito viene ceduto al Catania, con cui retrocede in Serie C. Dopo altri due anni in Sicilia, sempre in terza serie, la sua carriera subisce una momentanea interruzione a causa della seconda guerra mondiale. Dopo la guerra torna al Perugia in Serie C, per poi ritirarsi dal calcio giocato.

## Palmarès

### Club

#### Competizioni nazionali
- Prima Divisione: 2

Perugia: 1930-1931, 1931-1932
- Serie B: 2

Perugia: 1933-1934 (girone B)
Modena: 1937-1938
- Serie C: 1

Perugia: 1945-1946